# Camellia Johnson
Camellia Johnson (15 de setembro de 1953 — 26 de agosto de 2015) foi uma cantora de concerto e de ópera americana. Iniciou a sua carreira executando obras na função mezzo-soprano, mas depois do incentivo de seus colegas da Metropolitan Opera, retreinou a sua voz de soprano. Em 1993, fez a transição com sucesso após ganhar o Concurso de Concerto de Artistas Jovens. Camellia passou a atuar como líder de soprano, com orquestras e companhias de ópera internacionais. 

## Vida e carreira
Nascida em Palatka, Flórida, Johnson era filha de Bernice Baker e Emmanuel Johnson. Ela formou-se na Central High School, em Palatka. Graduou-se em Bacharelado em Música pela Universidade Bethune-Cookman e concluiu um Mestrado em Música na Escola de Música de Manhattan. Em 1990, ganhou uma bolsa de estudos na Fundação Richard Tucker Music.
Johnson fez a sua estreia profissional no Metropolitan Opera em 20 de novembro de 1985, como Lily em Gershwin Porgy and Bess, sob a regência de William Vendice. Ela voltou para o Met por mais de 50 vezes para atuações durante a próxima década, em funções como Serena em Porgy and Bess, a Alta Sacerdotisa em Aida, e Madelon em Andrea Chénier.
Em 1986, Johnson fez a sua estreia europeia na ópera do Festival de Glyndebourne como a Mulher Morango da aclamada produção de Trevor Nunn, Porgy and Bess; uma função que ela gravou com a empresa dois anos depois. Nesse mesmo ano, foi destaque como solista num concerto de spirituals para a Symphony Space. Em 1987, ela retratou Mama McCourt em A Balada de Baby Doe para a Ópera Bronx. Em 1989, ela interpretou Dona de Nolan na Menotti Médio e foi o mezzo-soprano solista no Requiem de Verdi para a Ópera de Ébano. Em 1989 e em 1992, ela repetiu o papel de Mulher Morango na Ópera Nacional finlandesa.
Em 1990, Johnson foi solista com O Harlem Espiritual Ensemble para um concerto de homenagem a Martin Luther King Jr. na Catedral de São João, o Divino. Nesse mesmo ano, interpretou a Sra. Noye em Britten Noye's Fludde para o Piccolo Teatro Dell Opera, e atuou a função Romanze de Franz Schubert Rosamunde no Festival Mozart Maioria no Avery Fisher Hall. Em 1992, ela fez sua estreia na Ópera de São Francisco como a Voz Celestial em Verdi com Don Carlos, realizou a função de Strauss Quatro Últimas Canções com a Greater Bridgeport Symphony, e atuou a ária de "Care salve" de Handel Atalanta, em conjunto com a Filarmónica do Brooklyn .
Em 1993, Johnson realizou o papel-título de Verdi Aida, no Teatro de Ópera Michigan. Voltou para o Mostly Festival Mozart para executar Beethoven, Ah! perfido sob a batuta de John Nelson, no Lincoln Center, e cantou Ave Maria e A Oração do Senhor para o casamento de Donald Trump e Marla Maples. Nesse mesmo ano, ela ganhou o concurso Concerto de Artistas Jovens, e em 29 de março de 1994, levou à estreia do recital de Nova Iorque 92nd Street Y. Em um análise do seu desempenho, o crítico de música Bernard Holland escreveu "A adição de Ms. Johnson leva a uma voz poderosa, à veracidade da entonação, musicalidade, bom gosto e uma impressionante capacidade de resistência. Certamente no conglomerado essas qualidades são sinais de um futuro de algumas proporções, talvez até mesmo uma nova Isolda."
Em 1994, Johnson fez sua estreia com a Ópera Pacífico no papel-título de Verdi Aida, um papel que ela também se apresentou para sua estreia em Atlanta Ópera e Opera Mobile em 1995. Nos próximos anos, colaborou com grandes orquestras, incluindo performances com a Orquestra Sinfônica de Baltimore, a Orquestra Sinfônica de Chicago, a Orquestra Sinfônica de Detroit e a Orquestra Sinfônica de Londres.
No final da década de 1990 Johnson apareceu em vários concertos com a Orquestra Filarmônica da Flórida, incluindo execução como solista soprano em Beethoven, Sinfonia Nº 9, de Barbeiro Knoxville: Verão de 1915, e de Bernstein Jeremias Symphony, entre outros. Em 1997, ela cantou a Aida Fabio Armiliato's Aida, em um retorno para a Ópera do Estado de Michigan. Em 1998, fez o papel de Serena para Kevin Deas' Porgy com a Filarmônica de Nova York sob condutoção de Bobby McFerrin.
Em 2000, Johnson fez o papel de Bess de Terry Cook Porgy num concerto de desempenho da ópera com a Filarmónica Checa. Em 2001, foi solista de destaque no Lincoln Center do American Songbook série no Alice Tully Hall cantando música de Ricky Ian Gordon. Em 2002, interpretou o papel de Dido na Purcell Dido and Aeneas com a Ópera de Câmara Gotham. Em 2005, ela cantou no casamento de Donald Trump e Melania Trump. Em 2006, ela apresentou Strauss as Quatro Últimas Canções para performances com o Royal Ballet Sinfonia em Londres. Em 2007, ela participou de Samuel Barber's Orações de Kierkegaard com o Oregon Symphony.
Johnson morreu em 2015 de insuficiência cardíaca em Palatka, Flórida, aos 61 anos. Anteriormente ela tinha voltado para sua cidade natal para cuidar da sua mãe idosa. Outras organizações com quem ela se apresentou como convidada ou artista durante a sua carreira foram a Orquestra Sinfônica de Saint Louis e o Indianapolis Symphony. Ela também cantou na Casa Branca para os Presidentes Bill Clinton e Barack Obama.

## Gravações
- Porgy and Bess (Glyndebourne álbum) (1989, EMI Classics)
- Natal com Paulo Plishka (2004, Naxos Records[32])
- Bejamin Britten; Obras Corais e Óperas para Crianças; Noye s Fludde, Op. 59; O Chester Miricle Jogar em música: Agora quarenta dayes são spa de ido (2013, Warner Classics)